# European Rugby Champions Cup (2020/2021)
European Rugby Champions Cup 2020/2021 (ze względów sponsorskich Heineken Champions Cup 2020/2021) – dwudziesty szósty sezon najbardziej prestiżowych rozgrywek klubowych w rugby union w Europie (a siódmy od czasu przekształcenia w European Rugby Champions Cup). Ich organizatorem jest European Professional Club Rugby. Zwycięzcą rozgrywek została francuska drużyna Tuluza, która zdobyła to trofeum po raz piąty w historii. W rozegranym w Londynie finale pokonała ona inną francuską ekipę La Rochelle. Część meczów została odwołana wskutek pandemii COVID-19, wskutek czego w trakcie rozgrywek dokonano zmiany formatu turnieju.

## Uczestnicy i pierwotnie planowany system rozgrywek
W rozgrywkach uczestniczyły 24 drużyny klubowe z pięciu krajów europejskich – uczestników Pucharu Sześciu Narodów z wyjątkiem Włoch. Automatyczną kwalifikację do udziału w rozgrywkach otrzymało po 8 najlepszych drużyn z poprzedniego sezonu rozgrywek angielskiej ligi Premiership, francuskiej ligi Top 14 oraz międzynarodowej ligi Pro14 (w tym przypadku – po cztery najlepsze z każdej z dwóch konferencji, przy czym nie były wliczane uczestniczące w tej lidze drużyny z Południowej Afryki). W przypadku nieuzyskania kwalifikacji na podstawie miejsca w lidze uprawniony do gry byłby też zwycięzca poprzedniego sezonu European Rugby Challenge Cup (w takim przypadku zastąpiłby ósmą drużynę ze swojej ligi).
Uczestnicy rozgrywek:
| Koszyk   | Premiership                       | Top 14                   | Pro14                        |
| -------- | --------------------------------- | ------------------------ | ---------------------------- |
| koszyk 1 | - Exeter Chiefs - Wasps           | - Bordeaux Bègles - Lyon | - Leinster - Ulster          |
| koszyk 2 | - Bristol Bears - Bath            | - Racing 92 - Tulon      | - Edynburg - Munster         |
| koszyk 3 | - Sale Sharks - Harlequins        | - La Rochelle - Clermont | - Scarlets - Connacht        |
| koszyk 4 | - Gloucester - Northampton Saints | - Tuluza - Montpellier   | - Glasgow Warriors - Dragons |

Przed losowaniem grup drużyny sklasyfikowano w liczących po sześć zespołów koszykach na podstawie lokat uzyskanych w rozgrywkach swoich lig poprzedniego sezonu. W pierwszej fazie drużyny podzielono na dwie grupy liczące po dwanaście drużyn – z każdego koszyka mogła trafić do jednej grupy tylko jedna drużyna z danej ligi. Każda drużyna w fazie grupowej miała rozegrać cztery spotkania – każda drużyna z koszyka 1 miała grać z drużynami z koszyka 4 (z wyjątkiem drużyny, która pochodzi z tej samej ligi co ona) i analogicznie: każda drużyna z koszyka 2 z drużynami z koszyka 3, każda drużyna z koszyka 3 z drużynami z koszyka 2 oraz każda drużyna z koszyka 4 z drużynami z koszyka 1. To oznaczało, że każda drużyna w fazie grupowej miała zagrać dwukrotnie z dwoma drużynami z innych lig (mecz i rewanż). Cztery najlepsze drużyny z każdej grupy (klasyfikacja jest łączna, mimo że większość drużyn nie grała ze sobą) miały awansować do drugiej fazy rozgrywek, która miała się toczyć się w systemie pucharowym (ćwierćfinały, półfinały i finał). W ćwierćfinałach drużyny miały rozegrać dwumecze (mecz i rewanż), a w półfinałach i finale tylko po jednym spotkaniu. Półfinały miały być rozgrywane na stadionach wskazanych przez organizatora rozgrywek, przy czym miały się one znajdować się w kraju, z którego pochodzi wyżej sklasyfikowany w fazie grupowej uczestnik spotkania.
Drużyny z miejsc 5–8 w obu grupach pierwszej fazy miały zostać zakwalifikowane do 1/8 finału European Rugby Challenge Cup.
W fazie grupowej drużyny otrzymywały 4 punkty za zwycięstwo, 2 punkty za remis i 0 punktów w przypadku porażki. Ponadto dostawały punkty bonusowe: 1 punkt za zdobycie co najmniej 4 przyłożeń w meczu (niezależnie od wyniku) i 1 punkt za porażkę różnicą najwyżej 7 punktów. W przypadku równej liczby punktów meczowych o wyższym miejscu w grupowej tabeli decydowały kolejno: lepszy bilans punktów, większa liczba przyłożeń, mniejsza liczba kar indywidualnych (żółtych i czerwonych kartek) i losowanie. W fazie pucharowej (z wyjątkiem pierwszych meczów ćwierćfinałowych) w przypadku równego stosunku punktów rozgrywana miała być dogrywka – jeśli ona nie przyniosłaby rozstrzygnięcia, decydować miały kolejno większa liczba przyłożeń oraz konkurs rzutów karnych.

## Faza grupowa
Losowanie grup odbyło się w Lozannie 28 października 2020.
Podział drużyn na grupy:
| Koszyk   | Grupa 1                                      | Grupa 2                                  |
| -------- | -------------------------------------------- | ---------------------------------------- |
| koszyk 1 | - Bordeaux Bègles - Leinster - Wasps         | - Exeter Chiefs - Lyon - Ulster          |
| koszyk 2 | - Bath - Edynburg - Tulon                    | - Bristol Bears - Munster - Racing 92    |
| koszyk 3 | - La Rochelle - Sale Sharks - Scarlets       | - Clermont - Connacht - Harlequins       |
| koszyk 4 | - Dragons - Montpellier - Northampton Saints | - Glasgow Warriors - Gloucester - Tuluza |

Spotkania fazy grupowej zaplanowano w następujących terminach: 11–13 i 18–20 grudnia 2020 oraz 15–17 i 22–24 stycznia 2021, jednak mecze zaplanowane na styczeń 2021 zostały odwołane z powodu pandemii COVID-19.

### Grupa A
Wyniki spotkań:
- I kolejka:
  - Northampton Saints – Bordeaux Bègles 12:16
  - Tulon – Sale Sharks 26:14
  - Bath – Scarlets 19:23
  - Montpellier – Leinster 14:35
  - Dragons – Wasps 8:24
  - Edynburg – La Rochelle 8:13
- II kolejka:
  - Scarlets – Tulon 28:0 (walkower)
  - Wasps – Montpellier 33:14
  - Leinster – Northampton Saints 35:19
  - La Rochelle – Bath 28:0 (walkower)
  - Bordeaux Bègles – Dragons 47:8
  - Sale Sharks – Edynburg 15:16

Tabela (w kolorze zielonym wiersze z drużynami, które awansowały do fazy pucharowej, pozostałe drużyny awansowały do fazy pucharowej Challenge Cup):
| Pozycja | Drużyna            | Mecze | Wygrane | Remisy | Porażki | Bilans punktów | Bilans przyłożeń | Punkty bonusowe | Punkty razem |
| ------- | ------------------ | ----- | ------- | ------ | ------- | -------------- | ---------------- | --------------- | ------------ |
| 1.      | Leinster           | 2     | 2       | 0      | 0       | 70:33          | 9:4              | 2               | 10           |
| 2.      | Wasps              | 2     | 2       | 0      | 0       | 57:22          | 9:3              | 2               | 10           |
| 3.      | Bordeaux Bègles    | 2     | 2       | 0      | 0       | 63:20          | 8:1              | 1               | 9            |
| 4.      | La Rochelle        | 2     | 2       | 0      | 0       | 41:8           | 6:1              | 1               | 9            |
| 5.      | Scarlets           | 2     | 2       | 0      | 0       | 51:19          | 6:2              | 1               | 9            |
| 6.      | Edynburg           | 2     | 1       | 0      | 1       | 24:28          | 2:4              | 1               | 5            |
| 7.      | Tulon              | 2     | 1       | 0      | 1       | 26:42          | 2:6              | 0               | 4            |
| 8.      | Sale Sharks        | 2     | 0       | 0      | 2       | 29:42          | 4:3              | 1               | 1            |
| 9.      | Northampton Saints | 2     | 0       | 0      | 2       | 31:51          | 3:5              | 1               | 1            |
| 10.     | Bath               | 2     | 0       | 0      | 2       | 19:51          | 2:6              | 1               | 1            |
| 11.     | Montpellier        | 2     | 0       | 0      | 2       | 28:68          | 3:10             | 0               | 0            |
| 12.     | Dragons            | 2     | 0       | 0      | 2       | 16:71          | 2:11             | 0               | 0            |

### Grupa B
Wyniki spotkań:
- I kolejka:
  - Ulster – Tuluza 22:29
  - Bristol Bears – Clermont 38:51
  - Lyon – Gloucester 55:10
  - Exeter Chiefs – Glasgow Warriors 42:0
  - Racing 92 – Connacht 26:22
  - Munster – Harlequins 21:7
- II kolejka:
  - Glasgow Warriors – Lyon 0:28 (walkower)
  - Gloucester – Ulster 38:34
  - Clermont – Munster 31:39
  - Tuluza – Exeter Chiefs 28:0 (walkower)
  - Harlequins – Racing 92 7:49
  - Connacht – Bristol Bears 18:27

Tabela  (w kolorze zielonym wiersze z drużynami, które awansowały do fazy pucharowej, pozostałe drużyny awansowały do fazy pucharowej Challenge Cup):
| Pozycja | Drużyna          | Mecze | Wygrane | Remisy | Porażki | Bilans punktów | Bilans przyłożeń | Punkty bonusowe | Punkty razem |
| ------- | ---------------- | ----- | ------- | ------ | ------- | -------------- | ---------------- | --------------- | ------------ |
| 1.      | Lyon             | 2     | 2       | 0      | 0       | 83:10          | 12:1             | 2               | 10           |
| 2.      | Racing 92        | 2     | 2       | 0      | 0       | 75:29          | 11:4             | 2               | 10           |
| 3.      | Tuluza           | 2     | 2       | 0      | 0       | 57:22          | 8:3              | 2               | 10           |
| 4.      | Munster          | 2     | 2       | 0      | 0       | 60:38          | 5:5              | 0               | 8            |
| 5.      | Clermont         | 2     | 1       | 0      | 1       | 82:77          | 11:8             | 2               | 6            |
| 6.      | Bristol Bears    | 2     | 1       | 0      | 1       | 65:69          | 9:9              | 2               | 6            |
| 7.      | Exeter Chiefs    | 2     | 1       | 0      | 1       | 42:28          | 6:4              | 1               | 5            |
| 8.      | Gloucester       | 2     | 1       | 0      | 1       | 48:89          | 6:12             | 1               | 5            |
| 9.      | Ulster           | 2     | 0       | 0      | 2       | 56:67          | 7:9              | 3               | 3            |
| 10.     | Connacht         | 2     | 0       | 0      | 2       | 40:53          | 5:8              | 1               | 1            |
| 11.     | Harlequins       | 2     | 0       | 0      | 2       | 14:70          | 2:9              | 0               | 0            |
| 12.     | Glasgow Warriors | 2     | 0       | 0      | 2       | 0:70           | 0:10             | 0               | 0            |

## Zmiana systemu rozgrywek
Po odwołaniu trzeciej i czwartej kolejki fazy grupowej EPCR dokonało zmiany formatu rozgrywek. Zdecydowano, że do fazy pucharowej awansuje 16, a nie tylko 8 drużyn, natomiast pozostałe 8 zagra w fazie pucharowej Challenge Cup. Z tego powodu zastąpiono dwumecze ćwierćfinałowe dwiema fazami play-off z jednym meczem w każdej rundzie: 1/8 finału w terminie pierwotnie planowanym dla pierwszych meczów ćwierćfinałowych oraz ćwierćfinały w terminie pierwotnie planowanym dla rewanżów. Pary drużyn w 1/8 finału zostały ustalone w drodze losowania zaplanowanego na 9 marca 2021. W toku losowania nie mogły zostać w tej fazie zestawione pary drużyn pochodzących z tej samej ligi, a rozstawione były drużyny, które w fazie grupowej odniosły po dwa zwycięstwa (przy czym nie uwzględniano walkowerów) – te ekipy były gospodarzami swoich spotkań w 1/8 finału.

## Faza pucharowa
Spotkania w fazie pucharowej zaplanowano w następujących terminach:
- 1/8 finału – 2–4 kwietnia 2021 (pierwotnie planowany termin pierwszych meczów ćwierćfinałowych),
- ćwierćfinały – 9–11 kwietnia 2021 (pierwotnie planowany termin rewanżów ćwierćfinałowych),
- półfinały – 30 kwietnia – 2 maja 2021,
- finał – 22 maja 2021[4] (początkowo planowany na stadionie Stade de Marseille w Marsylii, ostatecznie przeniesiony na Twickenham Stadium w Londynie[9]).

### Drabinka
Wyniki meczów w fazie pucharowej:
|  |                 |            |                 |    |                 |              |  |  |           |           |  |  |       |       |
|  | 1/8 finału      | 1/8 finału |                 |    | Ćwierćfinały    | Ćwierćfinały |  |  | Półfinały | Półfinały |  |  | Finał | Finał |
|  | 1/8 finału      | 1/8 finału |                 |    | Ćwierćfinały    | Ćwierćfinały |  |  | Półfinały | Półfinały |  |  | Finał | Finał |
|  |                 |            |                 |    |                 |              |  |  |           |           |  |  |       |       |
|  |                 |            |                 |    |                 |              |  |  |           |           |  |  |       |       |
|  | Wasps           | 25         |                 |    |                 |              |  |  |           |           |  |  |       |       |
|  | Wasps           | 25         |                 |    |                 |              |  |  |           |           |  |  |       |       |
|  | Clermont        | 27         |                 |    |                 |              |  |  |           |           |  |  |       |       |
|  | Clermont        | 27         |                 |    | Clermont        | 12           |  |  |           |           |  |  |       |       |
|  |                 |            |                 |    | Clermont        | 12           |  |  |           |           |  |  |       |       |
|  |                 |            | Tuluza          | 21 |                 |              |  |  |           |           |  |  |       |       |
|  | Munster         | 33         | Tuluza          | 21 |                 |              |  |  |           |           |  |  |       |       |
|  | Munster         | 33         |                 |    |                 |              |  |  |           |           |  |  |       |       |
|  | Tuluza          | 40         |                 |    |                 |              |  |  |           |           |  |  |       |       |
|  | Tuluza          | 40         |                 |    | Tuluza          | 21           |  |  |           |           |  |  |       |       |
|  |                 |            |                 |    |                 |              |  |  |           |           |  |  |       |       |
|  |                 |            | Bordeaux Bègles | 9  |                 |              |  |  |           |           |  |  |       |       |
|  | Bordeaux Bègles | 36         | Bordeaux Bègles | 9  |                 |              |  |  |           |           |  |  |       |       |
|  | Bordeaux Bègles | 36         |                 |    |                 |              |  |  |           |           |  |  |       |       |
|  | Bristol Bears   | 17         |                 |    |                 |              |  |  |           |           |  |  |       |       |
|  | Bristol Bears   | 17         |                 |    | Bordeaux Bègles | 24           |  |  |           |           |  |  |       |       |
|  |                 |            |                 |    | Bordeaux Bègles | 24           |  |  |           |           |  |  |       |       |
|  |                 |            | Racing 92       | 21 |                 |              |  |  |           |           |  |  |       |       |
|  | Racing 92       | 56         | Racing 92       | 21 |                 |              |  |  |           |           |  |  |       |       |
|  | Racing 92       | 56         |                 |    |                 |              |  |  |           |           |  |  |       |       |
|  | Edynburg        | 3          |                 |    |                 |              |  |  |           |           |  |  |       |       |
|  | Edynburg        | 3          |                 |    | Tuluza          | 22           |  |  |           |           |  |  |       |       |
|  |                 |            |                 |    |                 |              |  |  |           |           |  |  |       |       |
|  |                 |            | La Rochelle     | 17 |                 |              |  |  |           |           |  |  |       |       |
|  | Gloucester      | 16         | La Rochelle     | 17 |                 |              |  |  |           |           |  |  |       |       |
|  | Gloucester      | 16         |                 |    |                 |              |  |  |           |           |  |  |       |       |
|  | La Rochelle     | 27         |                 |    |                 |              |  |  |           |           |  |  |       |       |
|  | La Rochelle     | 27         |                 |    | La Rochelle     | 45           |  |  |           |           |  |  |       |       |
|  |                 |            |                 |    | La Rochelle     | 45           |  |  |           |           |  |  |       |       |
|  |                 |            | Sale Sharks     | 21 |                 |              |  |  |           |           |  |  |       |       |
|  | Scarlets        | 14         | Sale Sharks     | 21 |                 |              |  |  |           |           |  |  |       |       |
|  | Scarlets        | 14         |                 |    |                 |              |  |  |           |           |  |  |       |       |
|  | Sale Sharks     | 57         |                 |    |                 |              |  |  |           |           |  |  |       |       |
|  | Sale Sharks     | 57         |                 |    | La Rochelle     | 32           |  |  |           |           |  |  |       |       |
|  |                 |            |                 |    |                 |              |  |  |           |           |  |  |       |       |
|  |                 |            | Leinster        | 23 |                 |              |  |  |           |           |  |  |       |       |
|  | Exeter Chiefs   | 47         | Leinster        | 23 |                 |              |  |  |           |           |  |  |       |       |
|  | Exeter Chiefs   | 47         |                 |    |                 |              |  |  |           |           |  |  |       |       |
|  | Lyon            | 25         |                 |    |                 |              |  |  |           |           |  |  |       |       |
|  | Lyon            | 25         |                 |    | Exeter Chiefs   | 22           |  |  |           |           |  |  |       |       |
|  |                 |            |                 |    | Exeter Chiefs   | 22           |  |  |           |           |  |  |       |       |
|  |                 |            | Leinster        | 34 |                 |              |  |  |           |           |  |  |       |       |
|  | Leinster        | wo.        | Leinster        | 34 |                 |              |  |  |           |           |  |  |       |       |
|  | Leinster        | wo.        |                 |    |                 |              |  |  |           |           |  |  |       |       |
|  | Tulon           | –          |                 |    |                 |              |  |  |           |           |  |  |       |       |
|  | Tulon           | –          |                 |    |                 |              |  |  |           |           |  |  |       |       |

### Finał
| 22 maja 2021 | Tuluza                                            | 22:17(9:12) | La Rochelle                                  | Twickenham Stadium, Londyn Sędzia: Luke Pearce |
| 22 maja 2021 | Romain Ntamack 17 (pd 5K), Juan Cruz Mallía 5 (P) | 22:17(9:12) | Ihaia West 12 (4K), Tawera Kerr-Barlow 5 (P) | Twickenham Stadium, Londyn Sędzia: Luke Pearce |
| 22 maja 2021 | Rynhardt Elstadt                                  | 22:17(9:12) | Levani Botia                                 | Twickenham Stadium, Londyn Sędzia: Luke Pearce |

## Statystyki turnieju
Najwięcej punktów w rozgrywkach – 72 – zdobył Matthieu Jalibert z Bordeaux Bègles. Najwięcej przyłożeń w rozgrywkach – po 4 – zdobyli Kōtarō Matsushima z Clermont, Santiago Cordero z Bordeaux Bègles, Xavier Mignot z Lyon i  Antoine Dupont z Tuluza. Ten ostatni zawodnik został uznany przez European Professional Club Rugby za najlepszego gracza sezonu.